# Владимировка (Туркменский район)
Влади́мировка — посёлок в Туркменском районе (муниципальном округе) Ставропольского края России.

## Название
Первоначально посёлок назывался Кочевники, в 1922 году был переименован во Владимировку (в честь В. И. Ленина).

## География
Расстояние до краевого центра: 125 км.
Расстояние до районного центра: 4 км.

## История
В 1913 г. на землях хуторян Подковыркова, Суркова, Обухова появилось восемь туркменских землянок.
Начало 20-х гг. характеризовалось неблагоприятными природными условиями. Лето 1921 г. сопровождалось жестокой засухой, ей сопутствовал голод. Поселение Кочевники опустело. Сюда стали переселяться жители аула Маштак-Кулак и русские переселенцы из Азербайджана.
В 1929 г. началась сплошная коллективизация. На землях поселка был создан колхоз имени Ленина. В 1933 г. на его полях появились тракторы Челябинского завода «ЧТЗ-65».
В 1938 г. были построены клуб, школа, контора колхоза, установлена дизельная электростанция.
С началом Великой Отечественной войны на защиту Родины ушли сотни жителей села, более 130 фронтовиков не вернулись с войны.
В 1952 г. колхоз им. Ленина объединился с колхозами им. Гофицкого (аул Чур) и им. Ворошилова (аул Маштак-Кулак). В 1957 г. был организован совхоз «Казгулакский». В 1966 г. из него выделился откормсовхоз «Владимировский».
До середины 80-х гг. совхоз развивался довольно стабильно. Он ежегодно производил до 12 тыс. т зерновых, 800 т мяса. Передовики хозяйства А. М. Макаров, В. Ф. Черникова, М. А. Запара, В. Ф. Полтавский, П. Я. Сивохин были отмечены правительственными наградами.
В 1986 г. образован Владимирский сельский Совет. Во Владимировке построена средняя школа, проложен газопровод. Велись работы по благоустройству и озеленению села, строительству дорог. В начале 90-х гг. хозяйство реорганизовано в ОАО «Владимировское».
До 16 марта 2020 года посёлок был административным центром упразднённого Владимировского сельсовета.

## Население
| 1926 | 1989  | 2002  | 2010  | 2014  | 2021  |
| ---- | ----- | ----- | ----- | ----- | ----- |
| 424  | ↗1117 | ↗1188 | ↗1211 | ↘1200 | ↘1010 |

По данным переписи 2002 года, 73 % населения — русские.

## Инфраструктура
- Центр культуры и досуга[11]
- Сельская библиотека № 9. Открыта 27 мая 1948 года[12]

## Образование
- Детский сад № 10 «Дюймовочка»[13]
- Средняя общеобразовательная школа № 7. Открыта 26 февраля	1972 года[14]

## Экономика
СПК племенной репродуктор «Владимировский». Открыт 13 августа 1966 года как племколхоз «Владимировский».

## Кладбище
В посёлке находятся 2 общественных открытых кладбища:
- в 620 м северо-восточнее здания Владимировского сельсовета (площадь участка 25 477 м²);
- в 1100 м юго-западнее здания сельсовета (площадь участка 43 386 м²)[16].

## Люди, связанные с селом
- Сивохин Павел Яковлевич — механизатор мясосовхоза «Владимировский», кавалер ордена Трудовой славы II степени[17]
- Черникова Валентина Фёдоровна (1947—2022) — бывшая трактористка мясосовхоза «Владимировский», награждена Орденом Трудовой Славы III степени[18]